# Rosemead
Rosemead es una ciudad que forma parte del condado de Los Ángeles en el estado de California, Estados Unidos de América. Según el censo del año 2000, el municipio tenía una población total de 53,505 habitantes.

## Historia
Antes de la llegada de los españoles, la región alrededor de Rosemead estaba poblada por amerindios del grupo étnico Tongva (Gabrieliños). En 1771, los españoles fundaron la primera Misión San Gabriel Arcángel en la zona que ahora se conoce como Whittier Narrows en la frontera entre Montebello y Rosemead. A causa de los problemas ocasionados por las inundaciones, la misión se trasladó a su ubicación actual en San Gabriel en 1775.
Durante la época colonial española los predios que actualmente quedan dentro los límites de la ciudad de Rosemead formaban parte de las tierras administradas por la Misión de San Gabriel. Después de la independencia de México, la tierra se distribuyó a los ciudadanos según las actas de secularización del gobierno mexicano en 1834. La parte sureña de Rosemead formaba parte de un rancho llamado Potrero Grande, que fue originalmente concedido a un hombre amerindio llamado Manuel Antonio, quien fue mayordomo en la Misión San Gabriel. El 4431-acres (18 km²) rancho más tarde fue transferido a Juan Matías Sánchez.
Después de la Intervención estadounidense en México y ya que fue firmado el Tratado de Guadalupe Hidalgo que transfirió la soberanía sobre el territorio que hoy en día se conoce como el Estado de California a los Estados Unidos, inmigración anglo-americana comenzaron a fluir a la región. En 1852, John Guess y su esposa Harriet se trasladaron al Valle San Gabriel desde Conway County, Arkansas. En 1855 la pareja acampó en el sitio donde actualmente se ubica la escuela primaria Savannah en la Avenida Río Hondo. Luego alquilaron terrenos y en 1867, John Guess compró 100 acres (0,4 km²), de un rancho de 1164-acre (5 km²) y nombró su terreno Rancho Savannah. La tierra se extendía desde el Bulevar Valley hasta la Calle Marshall, y desde el Bulevar Rosemead hasta el Arroyo Eaton.
Otros inmigrantes, Frank Forst y Leonard J. Rose, también se asentaron en los mismos cotornos. Rose y su esposa Amanda compraron cerca de 600 acres (2,4 km²) de tierra entre lo que es ahora el Bulevar Rosemead y la Avenida Walnut Grove. Rose criaba y entrenaba caballos. Más tarde nombró a su rancho "Rosemeade". El nombre Rosemeade más tarde se redujo a Rosemead y fue adoptado por la comunidad. Con el tiempo, la región floreció con varias granjas de pollo y conejo.
El 4 de agosto de 1959, los ciudadanos de Rosemead decidieron en una elección incorporar sus terrenos como una ciudad.

## Datos Demográficos
Rosemead es un suburbio de clase obrera con una gran población de latinos y asiáticos, y la ciudad queda situada entre la ciudad de El Monte con su población latina al este, y la ciudad de Monterey Park con su población asiática al oeste. La influencia asiática es evidente por toda la ciudad y particularmente en las empresas (restaurantes, mercados, salones de belleza, talleres mecánicos) ubicadas por la Avenida Garvey (particularmente el centro comercial Diamond Plaza y el supermercado 99 Market que se ubica en ese centro) y en la parte norteña de la ciudad, cerca del centro cívico por el Bulevar Valley. Personas de origen chino son especialmente representados en la población asiática ya que muchos de los inmigrantes que viven en la zona son de la China continental o son vietnamitas de origen chino. También hay una creciente población de origen vietnamita.
En el censo de 2000, había 53,505 personas, 13,913 hogares y 11,632 familias residentes en la ciudad.  La densidad de población era 4011.3 por km² (10398.3 por mi²). Había 14,345 unidades de vivienda en una densidad media de 1075.5 por km² (2787.8 por mi²). La composición racial de la ciudad era 26.57% blanco, 0.68% afroamericano, 0.85% amerindio, 48.76% asiático, 0.06% isleño del Pacífico, 19.69% de otras razas, y 3.38% de dos o más razas. Los hispanos o latinos de cualquier raza formaban 41.30% de la población.
Había 13,913 hogares de los cuales 43.6% tenían hijos menores de 18 años viviendo con ellos, 58.0% eran parejas casadas que viven juntas, 17.4% había una mujer de familia sin marido presente, y el 16.4% no eran familias. 12.6% de todas las familias quedaban integradas de individuos y el 5.3% había alguien viviendo solo con 65 años de edad o más. El tamaño medio del hogar era 3.80 personas y el promedio de tamaño de la familia era 4.11.
El ingreso medio de un hogar en la ciudad fue de USD36,181, e ingreso medio para una familia era de USD36,552. Los hombres tenían un ingreso medio de USD26,545 en comparación a USD22,353 para las mujeres. El ingreso per cápita de la ciudad fue de USD12,146. Aproximadamente 19.4% de las familias y el 22.8% de la población quedaban bajo el nivel oficial de pobreza, incluyendo el 30.6% de los menores de 18 años y el 12.5% de personas con 65 años de edad o más.

## Educación
El Distrito Escolar de Rosemead, el Distrito Escolar Garvey, el Distrito Unión de Escuelas Secundarias de El Monte, y el Distrito Escolar Unificado de Alhambra gestionan escuelas públicas.
El Distrito Escolar Unificado de Montebello sirve a partes de Rosemead.